# デーツシェイク

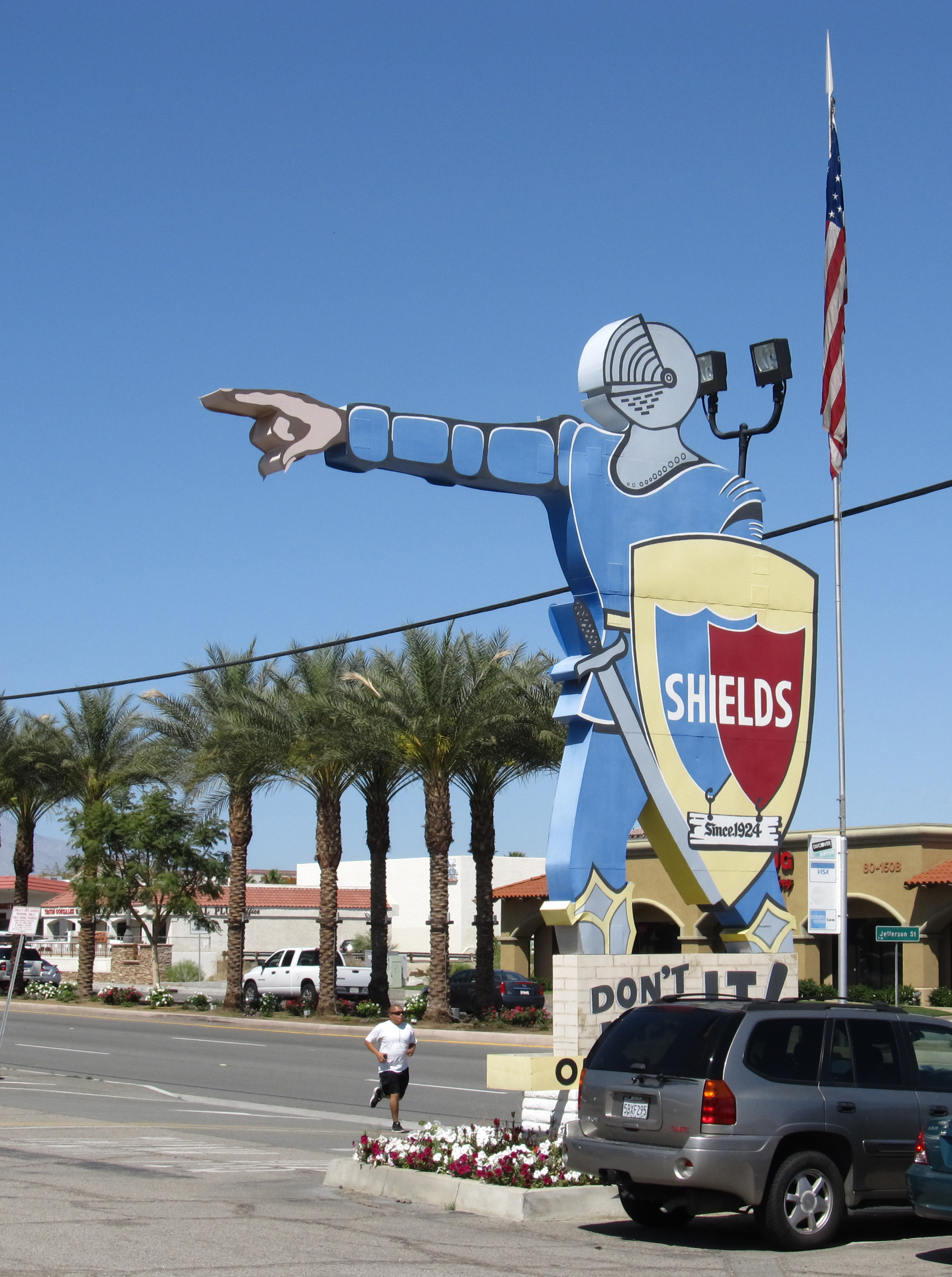
カリフォルニア州インディオにあるシールズ・デーツ・ガーデンの、高さ40フィートの盾（シールド)を持つ「騎士」のハイウェイ看板

デーツシェイク（英語: date shake、デート・シェーク）とは、デーツ（ナツメヤシの実）を使って作られるミルクシェイクである。この飲み物はカリフォルニア州のコーチェラ・バレーで発祥し、特にその地域と深く結びついた名物となっている。

## 準備法
デーツシェイクは通常、牛乳とアイスクリームをベースにしてブレンドして作られる。1杯のシェイクにはおよそ1/2カップ分のデーツが使われることがある。
もう一つの方法は、1936年にシールズ・デーツ・ガーデンによって考案されたもので、乾燥デーツを小さく砕きデーツシュガーで甘みを加えた「デーツクリスタル」を使用する。このクリスタルはまず水と混ぜてペースト状にし、その後ほかの材料と一緒にブレンドされる。別の方法では、デーツを焼いてから粉砕し、ペースト状にしたうえで、やはり他の材料とともに攪拌するという方法もある。
デーツシェイクは、食物繊維、鉄分、カリウム、ナイアシンが豊富に含まれている一方、糖分とカロリーも高めである。

## 歴史

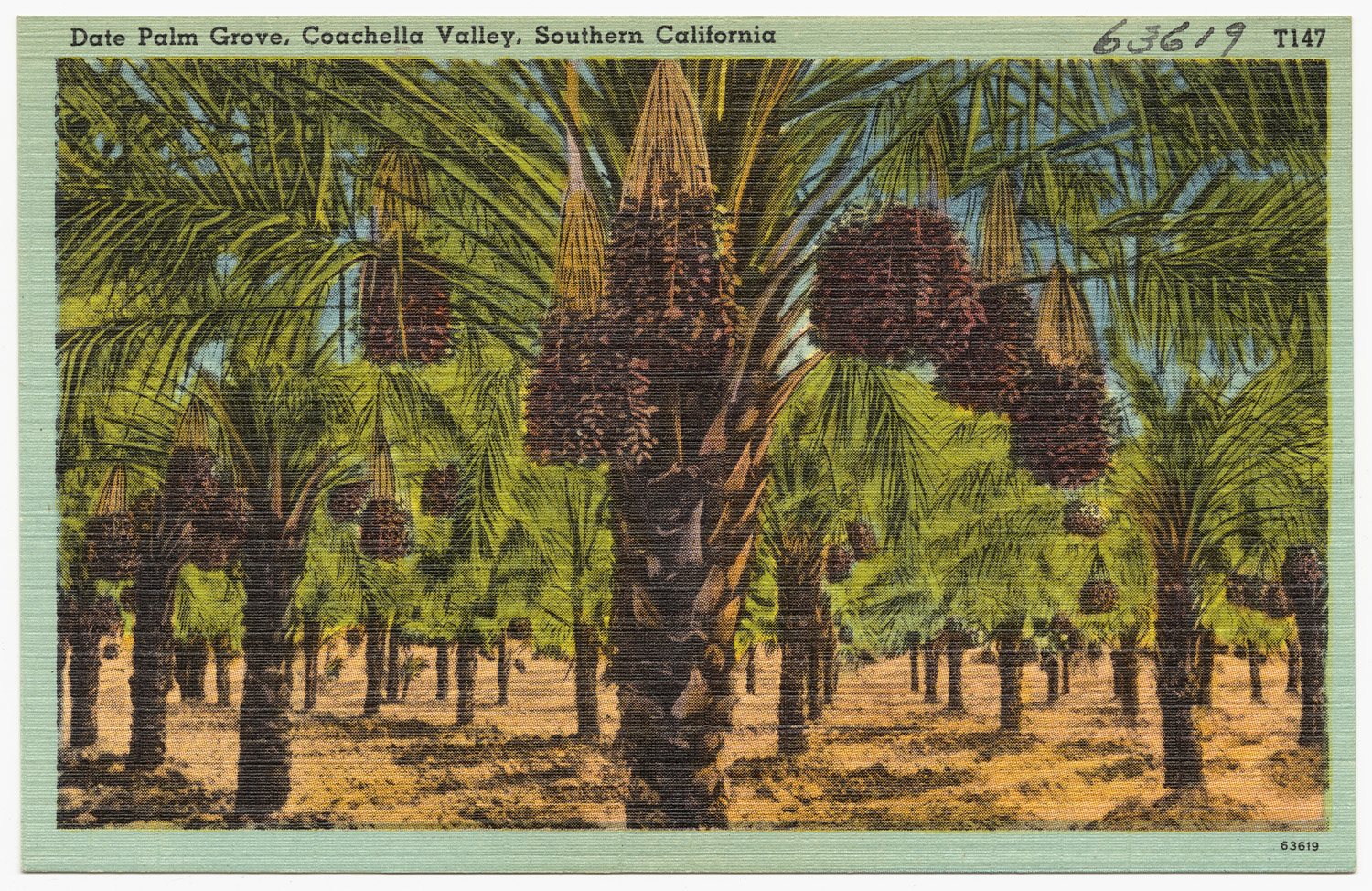
南カリフォルニアのコーチェラ・バレーのデーツ農園

19世紀の終わりから20世紀初頭にかけて、アメリカ合衆国農務省（USDA）の植物探検家たちは、北米で栽培可能な新しい作物を求めて世界各地へ派遣された。探検家たちは北アフリカや中東からナツメヤシを持ち帰り、そのうちの一人、探検家ウォルター・スウィングルは、モロッコのオアシスから6本のメジュール・デーツという品種の側枝を持ち帰った。この6本の側枝の標本が、「アメリカ国内で栽培されているすべてのメジュール・デーツの元になっている」とされている。 1904年にその分株がコーチェラ・バレーのメッカなどに到着すると、その気候と環境がナツメヤシの栽培に向いていたため、この地域はたちまち「アメリカ合衆国のデーツの首都」と宣言されるほど同国産のデーツの約90パーセントが生産される一大産地となり、デーツはコーチェラ・バレーの名産・名物となった。

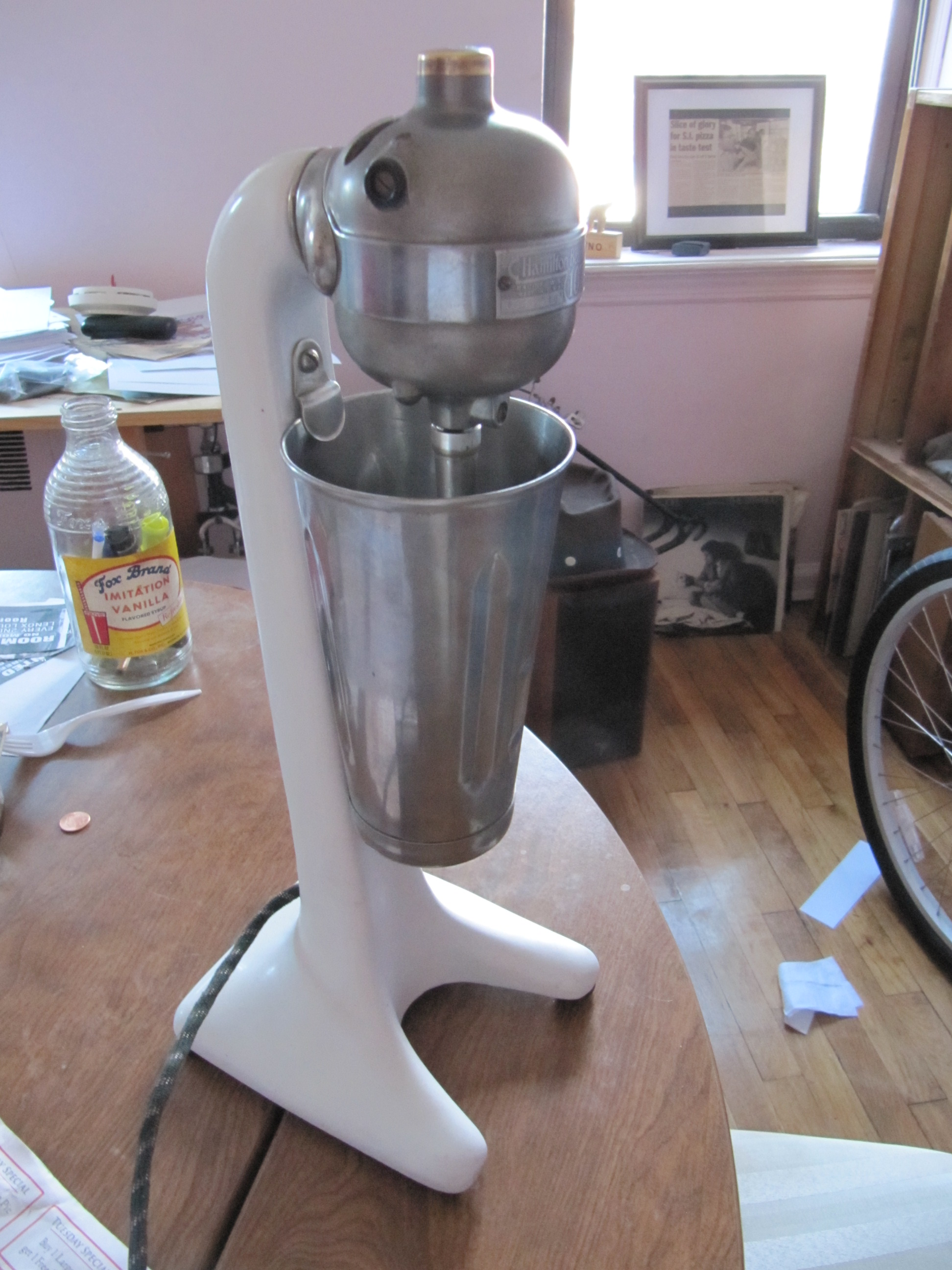
1910年代から1920年代にかけてミルクシェイクマシーンまたは「ドリンクミキサー」と呼ばれる卓上据え置き型の電動ブレンダーが市場に出回り、さまざまなフレーバーのシェイクの準備が容易になった

1928年、コーチェラ・バレーのサーマル近くでデーツ農園を営むラッセル・ニコル（Nicoll、またはNichol とも綴られる）とその家族は、今後増加するであろう観光客を見込んでデーツを直売するために道路沿いの小屋を建てた。別の報道源では、ニコルがこの小屋を建てたのは1919年としている。数年後、この小屋は拡張され、デーツ・ショップはニコルの娘の名前にちなんでヴァレリー・ジーン・デーツと名付けられた。電気と冷蔵設備の導入やミルクシェイクマシーンまたは「ドリンクミキサー」と呼ばれる卓上据え置き型の電動ブレンダーが市場に出回ったことにより、ニコル家はさまざまな材料を手元にあったデーツとブレンドした商品を提供できるようになった。ニコルは、中東に「デーツとヤギ乳だけで生活している」という遊牧民が存在するという話を聞き、それに発想を得て乳製品をベースにした飲み物の開発に挑戦し、デーツと牛乳を使ったデーツシェイクを誕生させたと言われている。
1924年、フロイドとベス・シールズは、急速に成長していたコーチェラ・バレーのデーツ産業に対抗するため、インディオにシールズ・デーツ・ガーデンを開業した。
現代では、コーチェラ・バレーには数多くのデーツシェイク店が開業しており、その多くはカリフォルニア州道111号線沿いに位置している。シールズ・デーツ・ガーデンがあるインディオ、キャバゾンのハドリー・フルーツ・オーチャーズなどがよく知られているほか、さらに南下したインペリアル・バレーに位置するメジュールデーツが栽培されている小さな砂漠の町ウエストモーランドもデーツシェイクで知られている。
デーツシェイクに使われる果実は、味こそは劣らないものの、実を欠いたり形が不揃いであったり、まるごとのデーツそのものの商品販売における形状基準を満たさないものが利用されることが多く、フードロスを削減し、農家の増収への一助となっている。
この飲み物は、「コーチェラ・バレーの非公式ドリンク」や「パームスプリングスの非公式ドリンク」とも呼ばれている。
デーツシェイクは、コーチェラ・バレーが位置しているリバーサイド郡で開催されるリバーサイド郡フェアおよびナショナル・デーツ・フェスティバル、そしてコーチェラ・バレー・ミュージック・アンド・アーツ・フェスティバルの期間中に人気のある飲み物である。
半凍状の冷たいデーツシェイクそのものは、電気、冷蔵装置、電動モーターを使った調理器具などがいち早く導入されたアメリカ合衆国ならではの発祥物であるが、前述の通り、そのルーツは朝食にデーツとヤギ乳やラクダ乳を食することを好む中東に多く住むベドウィンの食文化に発想を得たもので、また中東諸国の人々にとってデーツは伝統食材であるうえ、クアルーンに22回登場するほど宗教的にも重要な果物であることから、「逆輸入」の形で中東へ紹介されるとデーツシェイクは湾岸諸国を中心にたちまち人気になり、やはり伝統食材であるラクダ乳を使ったデーツシェイクなども提供されるようになった。
2025年の大阪・関西万博では、中東のヨルダン館がデーツシェイクを提供し話題となった。